# Théophile de Donder
Théophile de Donder era un fizician belgian cunoscut pentru conectarea conceptului afinitate chimică cu cel de energie liberă.

## Opere
- Thermodynamic Theory of Affinity: A Book of Principles. Oxford, England: Oxford University Press (1936)
- The Mathematical Theory of Relativity. Cambridge, MA: MIT (1927)
- Sur la théorie des invariants intégraux (thesis) (1899).
- Théorie du champ électromagnétique de Maxwell-Lorentz et du champ gravifique d'Einstein (1917)
- La gravifique Einsteinienne (1921)
- Introduction à la gravifique einsteinienne (1925)
- Théorie mathématique de l'électricité (1925)
- Théorie des champs gravifiques (1926)
- Application de la gravifique einsteinienne (1930)
- Théorie invariantive du calcul des variations (1931)

1. 1 2 3  Autoritatea BnF, accesat în 10 octombrie 2015
2. ↑  Théophile De Donder, Biographie nationale de Belgique, accesat în 9 octombrie 2017
3. 1 2 3  Genealogia matematicienilor
4. 1 2  Nouvelles brèves (în franceză), Le Monde, 13 mai 1957, p. 12
5. ↑  L'Information universitaire, 25 octombrie 1924
6. ↑   (PDF) https://www.academieroyale.be/academie/documents/FichierPDFBiographieNationaleTome2095.pdf Lipsește sau este vid: |title= (ajutor)